# Aecjusz Flawiusz
Aecjusz Flawiusz (łac. Flavius Aetius, ur. ok. 390, zm. 21 września 454) – polityk i wódz rzymski z okresu panowania Walentyniana III, zwany „ostatnim Rzymianinem”.

## Młodość
Urodził się w Durostorum (dzisiejsza Silistra) nad Dunajem w Mezji. Matka była Rzymianką z bogatej rodziny z Italii. Ojciec Flawiusz Gaudencjusz (Flavius Gaudentius), pochodzenia scytyjskiego, zrobił karierę w armii rzymskiej, był między innymi wodzem jazdy cesarskiej (magister equitum), a potem dowódcą (comes) w prowincji Africa Proconsularis. Dzięki jego pozycji Aecjusz zaczął służbę na dworze cesarskim. W latach 405–408 był zakładnikiem u króla Wizygotów Alaryka, potem zaś u Hunów. Nauczył się ich języka, a także świetnie jeździć konno. Nawiązał przy okazji przyjacielskie stosunki z ich władcą i wpływowymi wodzami.

## Działalność
Na Zachód wrócił pod koniec rządów cesarza Flawiusza Honoriusza. Gdy ten zmarł w 423, wybuchła wojna o tron cesarstwa zachodniego. W tym czasie Aecjusz został wysokim urzędnikiem (curopalatines) na dworze uzurpatora Jana. Na jego rozkaz sprowadził 60 tysięcy Hunów do Italii, ale przybyli oni zbyt późno, aby zapobiec upadkowi Jana. Aecjusz za cenę stanowiska wodza (comes) Galii przeszedł na stronę nowego cesarza Walentyniana III i jego matki Galli Placydii. Od 425 walczył z Wizygotami na południu i Frankami na północy Galii. Ocalił Arles oblegane przez Teoderyka, króla Wizygotów, a w 428 odebrał Frankom rzymskie terytoria nad Renem. W 429 został najwyższym wodzem armii Zachodu (magister militum praesentalis); w maju 430 na jego rozkaz oskarżono, aresztowano i zamordowano najpoważniejszego konkurenta, Feliksa Flawiusza.
Odniósł wiele sukcesów: pokonał Jutungów w Recji, potem innych barbarzyńców w Noricum, a w 432 ponownie rozbił Franków i został konsulem. Rychło musiał jednak uciekać do Hunów, gdy w bitwie pod Arminium przegrał walkę o kontrolę nad Italią z wodzem wojsk cesarskich w Afryce, Bonifacjuszem. Po śmierci konkurenta wrócił do Italii z Hunami i powrócił do władzy poślubiając wdowę po Bonifacjuszu, Pelagię. W 435 Aecjusz otrzymał tytuł patrycjusza. W następnych latach nadal wojował z barbarzyńcami w Galii. W 436 pokonał Burgundów i zawarł z nimi pokój, potem jednak nasłał na nich Hunów, którzy dokończyli dzieła zniszczenia. W 438 z pomocą Hunów z powodzeniem walczył z Wizygotami. W 439 został uhonorowany przez senat i lud posągiem w Rzymie. W 447 lub 448 zaprowadził porządki wśród Alanów i Franków w Galii.

## Walki przeciw Hunom
W bitwie na Polach Katalaunijskich w 451 wojska rzymskie i wizygockie pod jego dowództwem wspólnie pokonały Hunów pod wodzą króla Attyli. Mimo odniesionego zwycięstwa nie zniszczył on Hunów, lecz pozwolił im się wycofać, tak by nadal stanowili oni przeciwwagę dla Gotów w myśl zasady „dziel i rządź” (divide et impera). W 452 ponownie starał się przeciwdziałać najazdom Hunów, organizując obronę na linii rzeki Pad. Wobec szczupłości swoich sił nie zapobiegł on jednak zniszczeniu przez Attylę Mediolanu oraz Ticinum. Wkrótce po tych sukcesach Hunowie wycofali się ze względu na zagrożenie swojego państwa ze strony cesarza Marcjana.

## Śmierć
Osłabnięcie zagrożenia ze strony Hunów po śmierci Attyli sprawiło, że pozycja Aecjusza znacznie osłabła, ponieważ nie było zewnętrznego wroga, przed którym miałby chronić Rzym. By ugruntować swoją pozycję, Aecjusz uzyskał przyrzeczenie cesarza ożenku syna Gaudencjusza z córką Walentyniana III, Placydią. Dzięki temu Gaudencjusz miałby szansę na objęcie korony cesarskiej po śmierci Walentyniana III. Jednak dworzanie pod wodzą arystokraty Petroniusza Maksymusa, który utracił swoje stanowiska, przekonali cesarza, że te działania Aecjusza stanowią zagrożenie dla jego władzy. Rozwścieczony cesarz własnoręcznie zabił wodza podczas audiencji 21 lub 22 września 454. W odwecie żołnierze Aecjusza, także za namową Petroniusza Maksymusa, zamordowali cesarza w marcu 455 podczas przeglądu wojska.

## Aecjusz w literaturze
Aecjusz był bohaterem dwóch powieści Teodora Parnickiego – Aecjusz, ostatni Rzymianin i Śmierć Aecjusza. Jest on także jednym z bohaterów filmu Attyla.